# Michał Dworzyński
Michał Dworzyński (ur. 19 listopada 1978 w Bydgoszczy) – polski dyrygent.

## Życiorys
Pochodzi z muzycznej rodziny. Jest synem solisty fagotu w Orkiestrze Symfonicznej Filharmonii Pomorskiej i pedagoga Zdzisława Dworzyńskiego. Zadebiutował jako dyrygent w wieku 15 lat, prowadząc Młodzieżową Orkiestrę Salonową Junior PIK. Wystąpił z nią na ponad 60 koncertach w kraju i za granicą. W uznaniu tych sukcesów został wyróżniony tytułem „Bydgoszczanin-Junior Lata 97” oraz stypendium artystycznym Prezydenta Miasta Bydgoszczy (1998). Rok później otrzymał nagrodę specjalną recenzentów, publicystów i krytyków muzycznych regionu Pomorza i Kujaw.
W latach 1997–2001 studiował w Akademii Muzycznej w Warszawie w klasie Antoniego Wita. W 1999 r. jako jedyny Polak wziął udział w międzynarodowych warsztatach dyrygenckich prowadzonych przez amerykańskich mistrzów batuty Kirka Trevora i Tsunga Yeha. Towarzyszył jako dyrygent wspomagający Antoniego Wita w czasie wielkich i ważnych koncertów. Miał swój udział w wykonaniu „Siedmiu bram Jerozolimy” Krzysztofa Pendereckiego w katowickim kościele św. Piotra i Pawła w obecności kompozytora. W 2001 r. został laureatem stypendium artystycznego Ministra Kultury i Dziedzictwa Narodowego, a w 2002 r. zajął II miejsce na konkursie dyrygenckim w Szwajcarii. Od 2002 r. pełnił funkcję dyrygenta-asystenta w Narodowej Orkiestrze Symfonicznej Polskiego Radia w Katowicach.
Współpracował z takimi dyrygentami jak: Kazimierz Kord, Jerzy Maksymiuk, Edward Zienkowski, José Cura oraz zespołami: Sinfonia Varsovia, National Orchestra Ireland, Orchestra Metropolitan Lisbona, Filharmonia Wrocławska, Toruńska Orkiestra Kameralna, Filharmonia Białostocka, Filharmonia Świętokrzyska. Ma na koncie nagrania radiowe, płytowe i realizacje telewizyjne.
Jego międzynarodowa kariera rozpoczęła się od zwycięstwa w Donatella Flick Conducting Competition w Londynie w 2006 roku. W wyniku tego konkursu otrzymał na dwa lata stanowiskio dyrygenta-asystenta w London Symphony Orchestra, gdzie współpracował m.in. z Valerym Gergievem i Sir Colinem Davisem.
W 2007 r. został laureatem Paszportu Polityki w zakresie muzyki poważnej.
Od września 2012 r. pełni funkcję pierwszego dyrygenta Filharmonii Szczecińskiej, oraz pierwszego dyrygenta Filharmonii Krakowskiej. W sezonach 2013-2016 będzie pierwszym dyrygentem gościnnym w japońskiej Yamagata Symphony Orchestra.